# Gudrun Happich

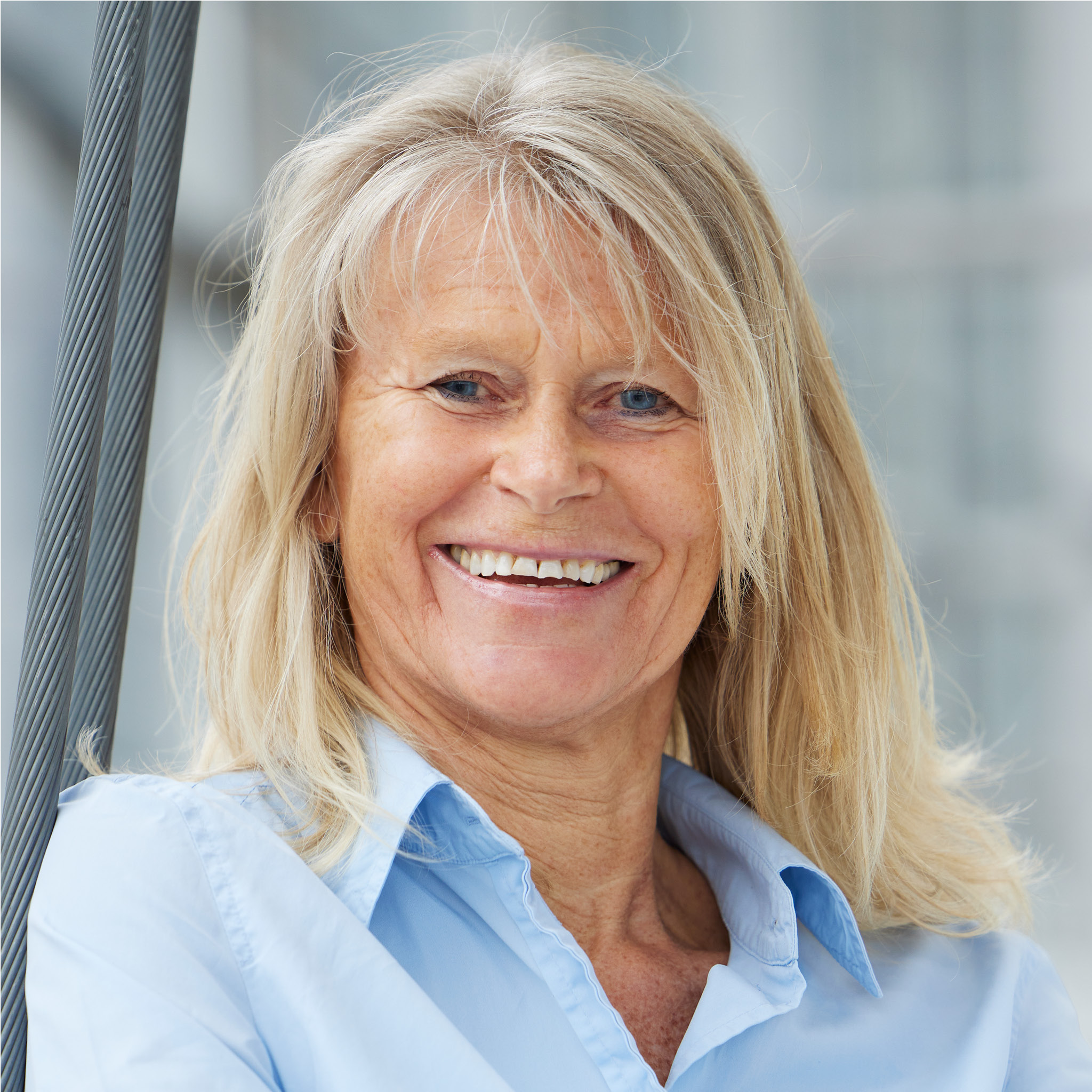
Gudrun Happich

Gudrun Happich (* 28. Mai 1965 in Bünde, Deutschland) ist eine deutsche Autorin und Führungskräfte-Coach. Sie lebt und arbeitet in Köln.

## Leben und Wirken
Gudrun Happich ist Diplom-Biologin und arbeitete 12 Jahre als Führungskraft und Mitglied der Geschäftsleitung in drei Wirtschaftsunternehmen.
1997 gründete sie das Galileo . Institut für Human Excellence, mit dem sie Führungskräfte bei deren Herausforderungen im Top-Management unterstützt.
Ihr Coaching wird stark von ihrem Hintergrund als Biologin beeinflusst. Das von ihr entwickelte bioSystemik Management-Konzept – eine Symbiose aus naturwissenschaftlichem, unternehmerischem und systemischem Know-how – nimmt die Natur als Vorbild für moderne Menschenführung. Es wurde mehrfach ausgezeichnet. Unter anderem erhielt Happich im Rahmen des Innovationspreis-IT das Zertifikat „Best of 2012“.

## Veröffentlichungen
- Der Führungshappen – Wissen im Quadrat, Montagshappen Verlag, 2024, ISBN 978-3-98640-019-4
- Herausforderungen im Führungsalltag – 28 Führungsthemen für den Weg ins Topmanagement, Haufe, 2024, 2. aktualisierte Auflage, ISBN 978-3-648-17599-6
- Was Führung heute wirklich braucht – Leadership in Zeiten von Transformation und Change, Haufe, 2023, ISBN 978-3-648-16837-0
- C-Level: Im Top-Management erfolgreich werden, sein und bleiben, Haufe, 2023, ISBN 978-3-648-16896-7
- Führungsfrauen im Blick – Führung im Wandel, Verlag EHP, 2019, ISBN 978-3-89797-123-3
- Coaching im Mittelstand – Praxistipps und Anregungen für Coaches, Unternehmer und Führungskräfte, Schäffer-Poeschel Verlag, 2019, ISBN 978-3-7910-4417-0
- Was wirklich zählt! Mit Überzeugung führen, Springer, 2018, 3. aktualisierte Auflage, ISBN 978-3-658-21614-6
- Ärmel hoch! – Die 20 schwierigsten Führungsthemen und wie Top-Führungskräfte sie anpacken, Orell Füssli Verlag, 2013, ISBN 978-3-280-05404-8